# Крюгер, Франц
Франц Крю́гер, Лошадиный Крюгер (нем. Franz Krüger, Pferde-Krüger; 10 сентября 1797, Гросбадегаст — 21 января 1857, Берлин) — немецкий живописец, рисовальщик и литограф, один из наиболее популярных портретистов и анималистов периода бидермайера, известный работами для русского императорского и прусского королевского дворов. Действительный член Прусской Академии искусств (с 1825), почётный вольный общник Императорской Академии художеств (с 1831).

## Биография
Франц Крюгер родился в семье служащего Фридриха Крюгера. Семья арендовала имение Гросбадегаст, Саксония-Анхальт. Первым опытом Франца стали рисунки птиц для живущего в соседней деревне Цибиг орнитолога И. Ф. Наумана Там же Франц познакомился познакомился с анималистической живописью. Он недолго учился в гимназии в Дессау; делал портреты учеников и учителей. Во время учёбы в Дессау он познакомился с живописцем-пейзажистом Карлом Вильгельмом Кольбе. Недолго, в 1812—1813 годах, Крюгер учился в школе рисования при Прусской Академии искусств, но ушёл, не видя смысла в рисовании гипсов. Прекрасный наездник, Крюгер нашёл мир своих сюжетов в придворных конюшнях: солдаты, охотничьи сцены, лошади. В 1818 году его военные и охотничьи картины впервые были выставлены в академии. Благодаря мастерству в изображении лошадей и для отличия от художников-однофамильцев Эфраима Готлиба (1756—1834), Антона (1795—1857) и Эйгена (1832—1876) со временем он заслужил шутливое прозвание «Лошадиный Крюгер» (Pferde-Krüger) .

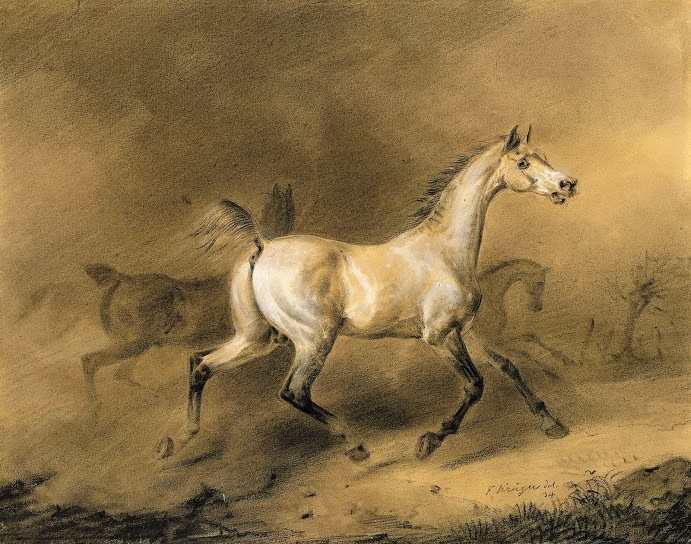
Испуганные лошади. 1834. Тонированная бумага, итальянский карандаш, белила. Национальный музей, Познань

Франц Крюгер стал получать заказы от прусского принца Августа и графа Гнейзенау. Впоследствии он изобразил ряд других членов королевского дома для подарка Фридриху Вильгельму III. На академической выставке в Берлине были показаны большие конные портреты художника и он стал популярным портретистом.
В 1825 году Франц Крюгер был назначен королём Фридрихом-Вильгельмом III придворным живописцем с титулом королевского профессора, он также был избран действительным членом Прусской Академии искусств. В том же году он женился на певице Берлинской оперы Иоханне Юнике.
В 1825 году великий князь Николай I Николай Павлович заказал Крюгеру картину «Парад на Площади Оперы в Берлине», устроенный в честь его прибытия в 1822 году по случаю свадьбы на принцессе прусской Фридерике Луизе Шарлотте Вильгельмине. В 1830 году «Парад в Берлине» с огромным успехом показан на академической выставке в Берлине. В феврале 1831 года «Парад в Берлине» был выставлен в Концертном зале Зимнего дворца. На гонорар за него художник приобрёл дом в Берлине (Беренанштрассе, 63), где прожил всю оставшуюся жизнь. Он был награждён орденом Святого Владимира 4-й степени. Избран почётным вольным общником Императорской Академии Художеств в Санкт-Петербурге.
В июне 1831 года Крюгер прибыл в Санкт-Петербург для работы над портретами Военной галереи Зимнего дворца. Для галереи он написал два больших конных портрета: «Портрет Александра I верхом на коне» (1837) и «Портрет Фридриха Вильгельма III верхом на коне» (1831), а также портреты офицеров гвардии, удивлявшие сходством и точностью в изображении мундиров и орденов. Конные портреты Крюгер писал в Берлине. В мае 1833 года Крюгер вернулся в Берлин с эскизами заказанных портретов. В августе в мастерской Крюгера впервые был Василий Жуковский.
В 1834 году на академической выставке в Берлине был показан большой групповой портрет «Николай I со свитой» и «Портрет И. Ф. Паскевича». Осмотревший выставку император Николай I потребовал исправить неточности в изображении формы и амуниции, императору это представлялось в живописи самым важным.
Дальнейшая хроника событий:
- 1835 — В мае мастерскую Крюгера посетил поэт П. А. Вяземский.

- 1836 — Май — август: второй приезд Крюгера в Санкт-Петербург. На выставке Императорской академии художеств были показаны «Портрет Николая I» и «Портрет Александры Федоровны».

- 1838 — В мае в своей берлинской мастерской Крюгер написал портреты великих князей Николая и Михаила Николаевичей, принимал цесаревича Александра Николаевича.

- 1841 — Николай I заказал Крюгеру картины «Русская гвардия в Царском Селе в 1832 году» и «Портрет П. Х. Витгенштейна.»

- 1844 — Ноябрь. Третий приезд художника в Петербург.

- 1845 — Май. Возвращение в Берлин.

- 1846 — Две недели в Париже. Крюгер посетил мастерскую Эжена Делакруа.

- 1847 — В июле в четвёртый раз художник прибыл в Санкт-Петербург для исправления повреждений четырёх портретов сыновей Николая I. Уехал в сентябре, получив заказ на картину «Парад в Потсдаме»

- 1848 — Во время революции 1848 года Франц Крюгер испытал тяжелую душевную депрессию и покинул Берлин. В Дессау завершил картину «Парад в Потсдаме».

- 1850 — Пятый приезд в Петербург. «Портрет П. М. Волконского». Крюгер написал эскизы для четырёх картин, изображающих офицеров и нижних чинов русской гвардии, и шести портретов приближенных Николая I. Был награждён орденом Святой Анны 2-й степени.

- 1851 — В апреле возвратился в Берлин.

- 1855 — В апреле этого года Крюгер получил последний русский заказ — «Портрет Николая I» для Большого (Николаевского) зала Зимнего дворца. В том же году принял участие во Всемирная выставка (1855) Всемирной выставке в Париже.

- 1856 — Умерла жена Крюгера Иоханна Юнике.

- 1857 — 21 января Крюгер скончался после трёх недель тяжелой болезни вследствие простуды на охоте. Был похоронен на Доротеенштадтском кладбище в Берлине. В траурной процессии следовало более пятидесяти экипажей, среди которых было несколько придворных. За свою жизни Крюгер снискал не только славу придворного художника, но и сумел составить значительное по тем временам состояние и оставил наследникам 750000 немецких марок.

Постоянная выставка произведений Франца Крюгера находится в Историческом музее города Кётена (Саксония-Анхальт). Одним из учеников Крюгера был живописец-анималист Карл Штеффек, среди других учеников были Герман Геммель, художник бытового жанра Август фон Рентцель и Теодор Шлёпке.

## Оценки творчества
«Не имея академического образования, он стал самоучкой посредством непрерывного изучения природы и рано нашёл признание и заказы среди берлинской аристократии».
В качестве его непосредственных предшественников называют имена Даниеля Ходовецкого и Ж. Б. Грёза.
Натуралистическая направленность творчества Крюгера, тщательность «гладкой живописи», педантизм и точность в изображении деталей в своё время снискали художнику необычайную популярность, в том числе при императорском дворе в Санкт-Петербурге. Позднее творчество художника связали с идеологией и эстетикой бидермайера.
Постепенно оценки живописи Франца Крюгера менялись. Знаменитая некогда картина «Парад на Площади Оперы в Берлине, устроенный в честь прибытия в 1822 году в столицу Пруссии великого князя Николая Павловича» впечатляет соединением казёнщины, натуралистичности и обилием ничего не значащих будничных деталей, таких как, к примеру, собачки на переднем плане". Пользуясь успехом картины Крюгер по такому же шаблону выполнил ещё несколько «парадов».
В период «серебряного века» историк искусства Н. Н. Врангель иронично писал о художнике: «Крюгер, любимый портретист Николая I, исполнил довольно большое количество фотографически безвкусных портретов. Всё у него на месте, каждая пуговица на мундире крепко пришита, погоны и петлички все находятся, где им следует быть, пуговицы и галуны ярко вычищены, но лица такие же суконные, как и мундиры».

## Галерея

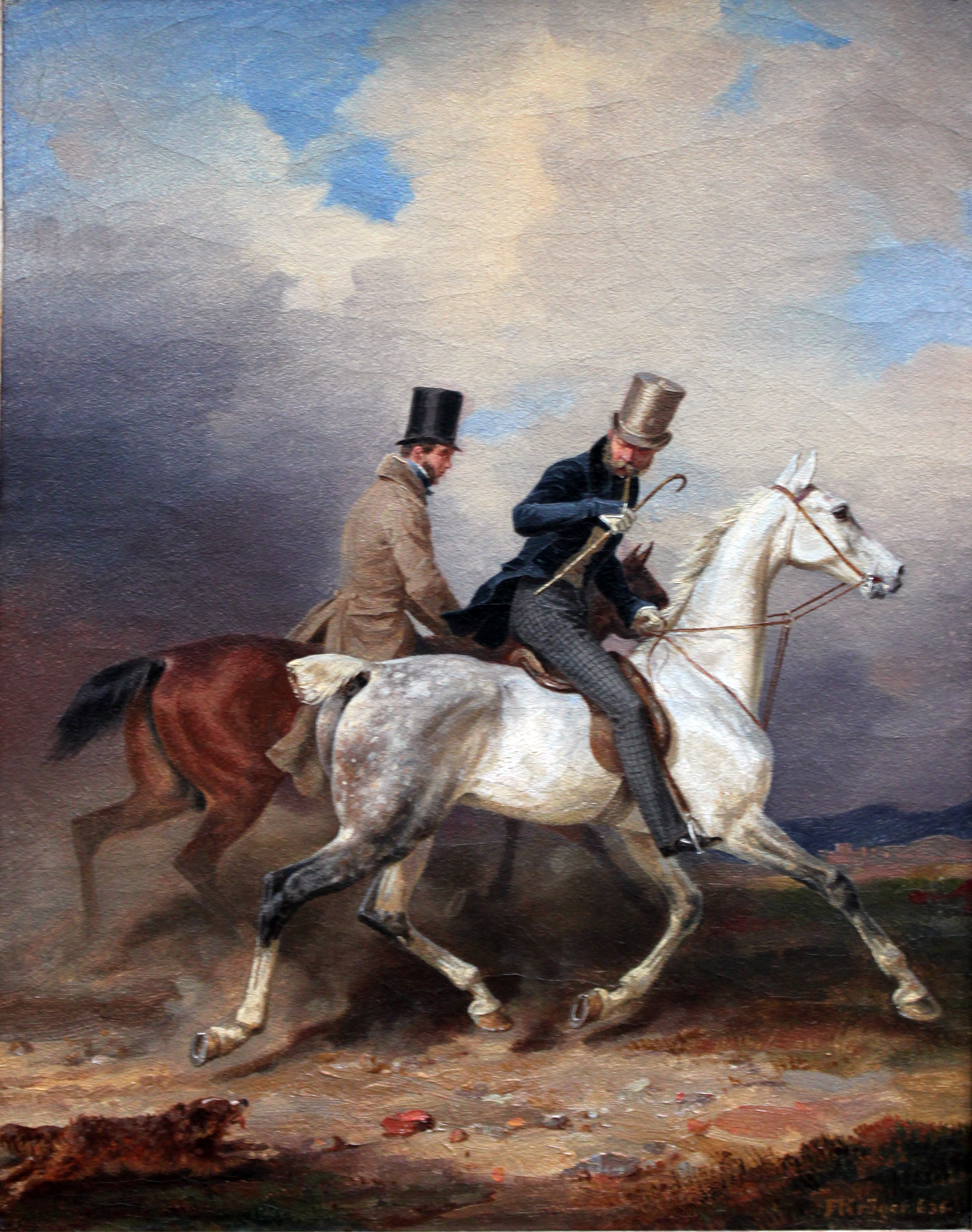
Поездка принца Вильгельма в сопровождении художника. 1836. Холст, масло. Старая национальная галерея, Берлин
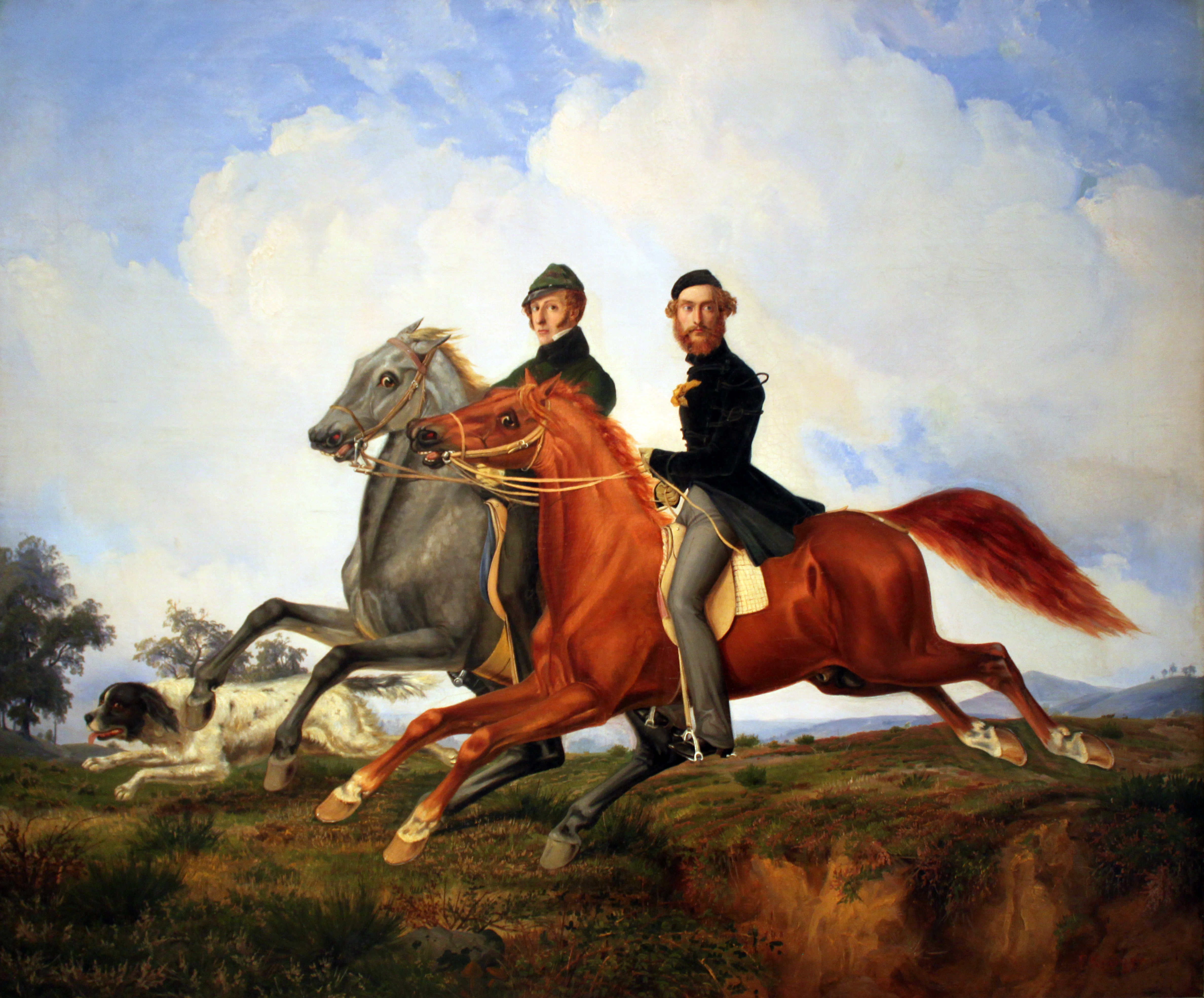
Два всадника галопом. 1851. Холст, масло. Германский национальный музей, Нюрнберг
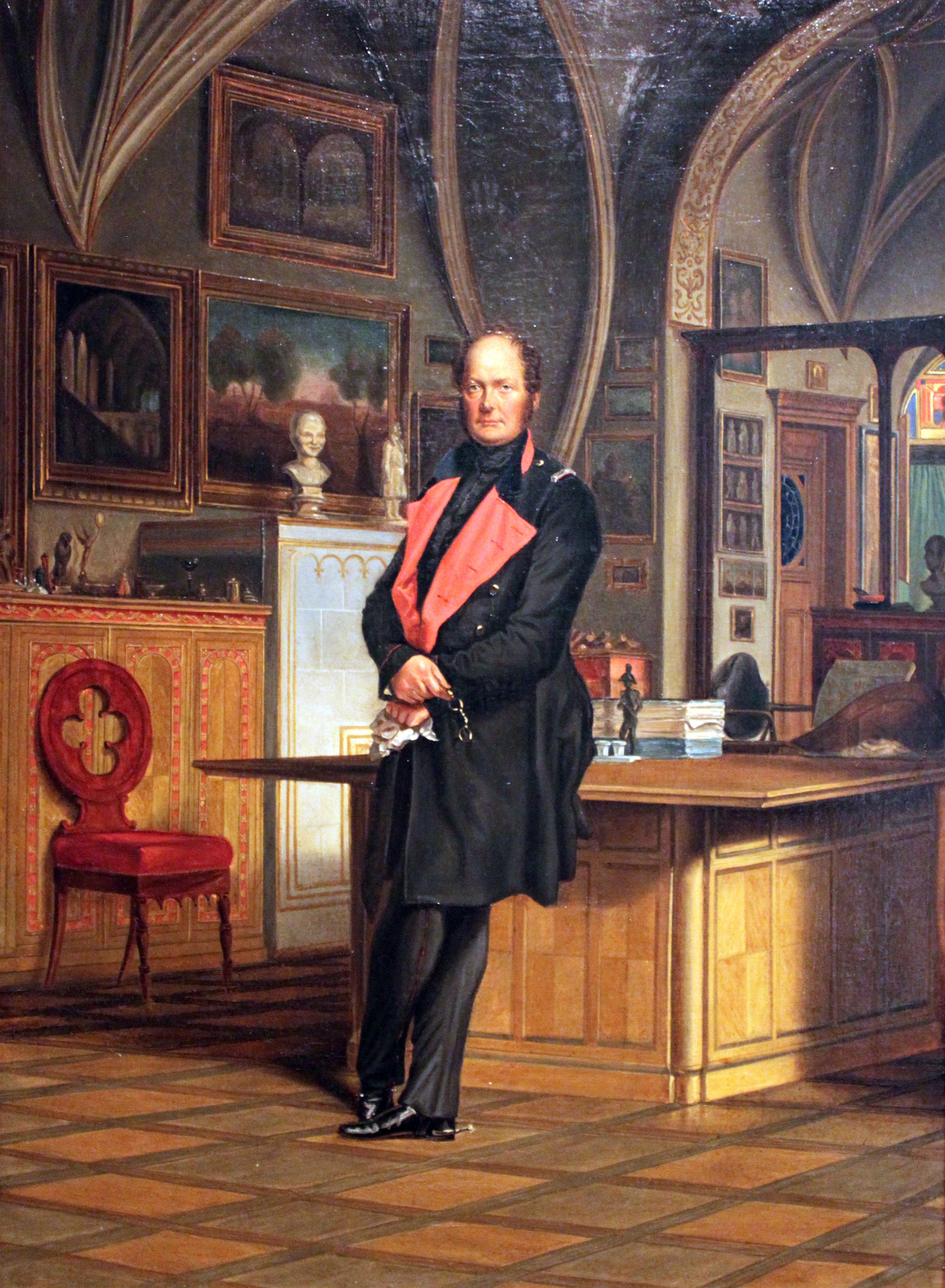
Фридрих Вильгельм IV в своём кабинете. 1846. Холст, масло. Германский исторический музей, Берлин
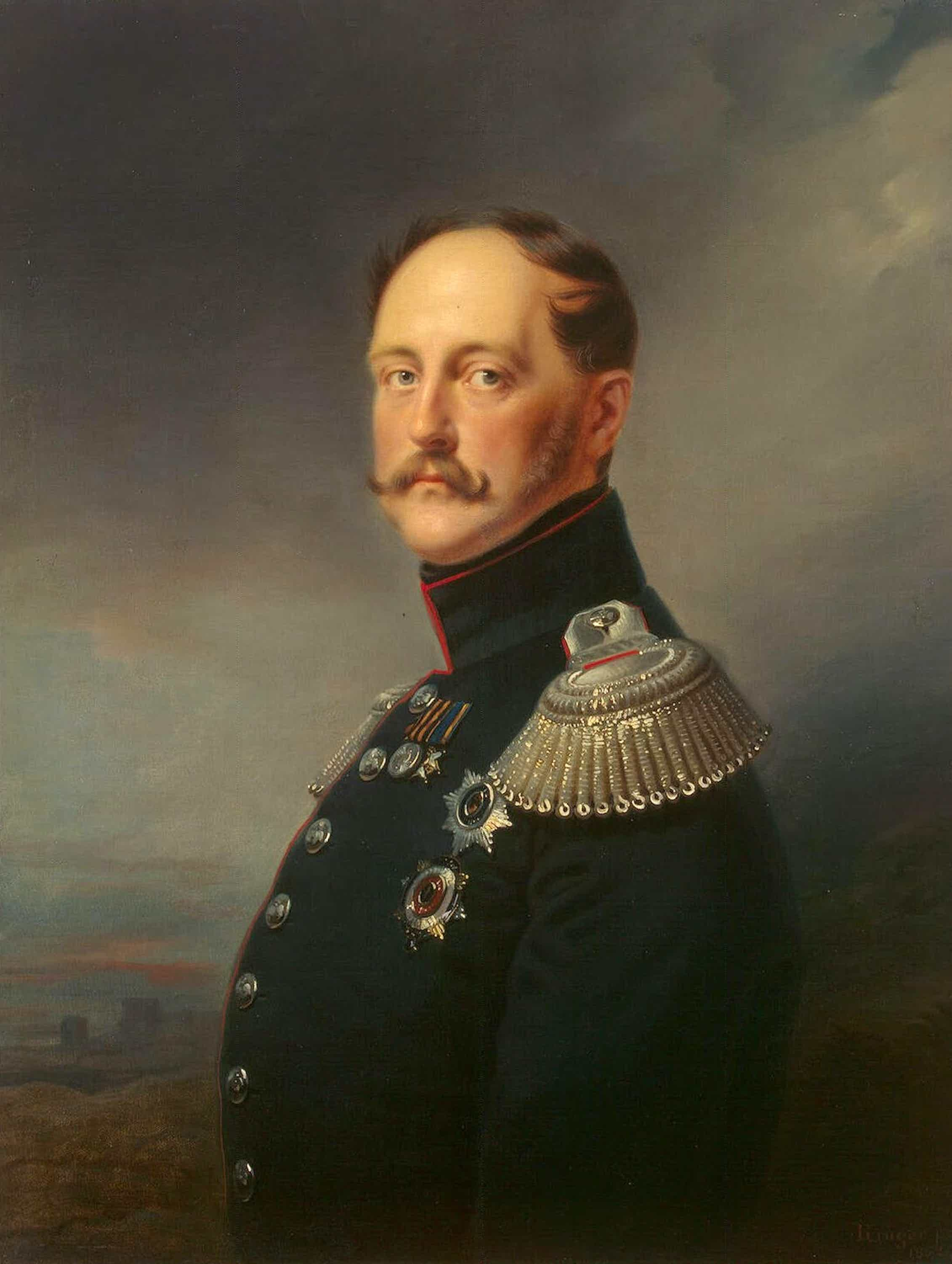
Портрет Николая I. 1852. Холст, масло. Государственный Эрмитаж, Санкт-Петербург
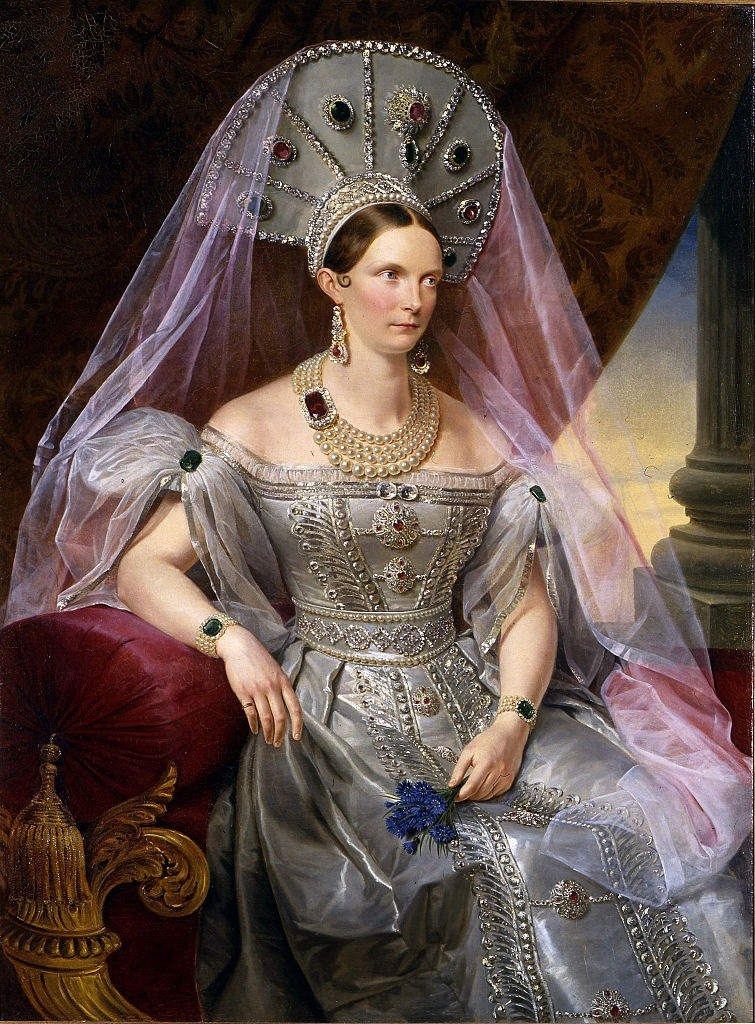
Портрет императрицы Александры Федоровны. 1850-е. Холст, масло. Государственный исторический музей, Москва
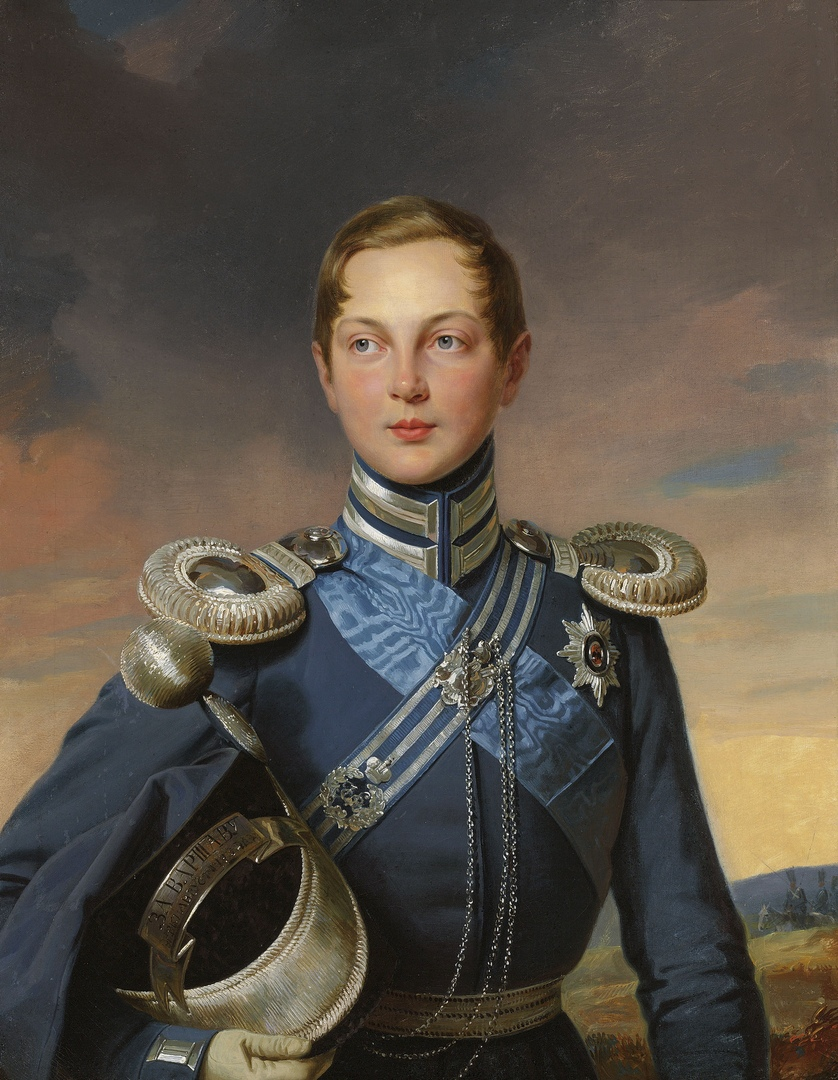
Портрет великого князя Александра Николаевича. 1830-е. Холст, масло. Частное собрание
Ф. Крюгер. Парад на Площади Оперы в Берлине, устроенный в честь прибытия в 1822 году великого князя Николая Павловича. 1829. Холст, масло. Фонд прусских дворцов и садов Берлина-Бранденбурга, Потсдам
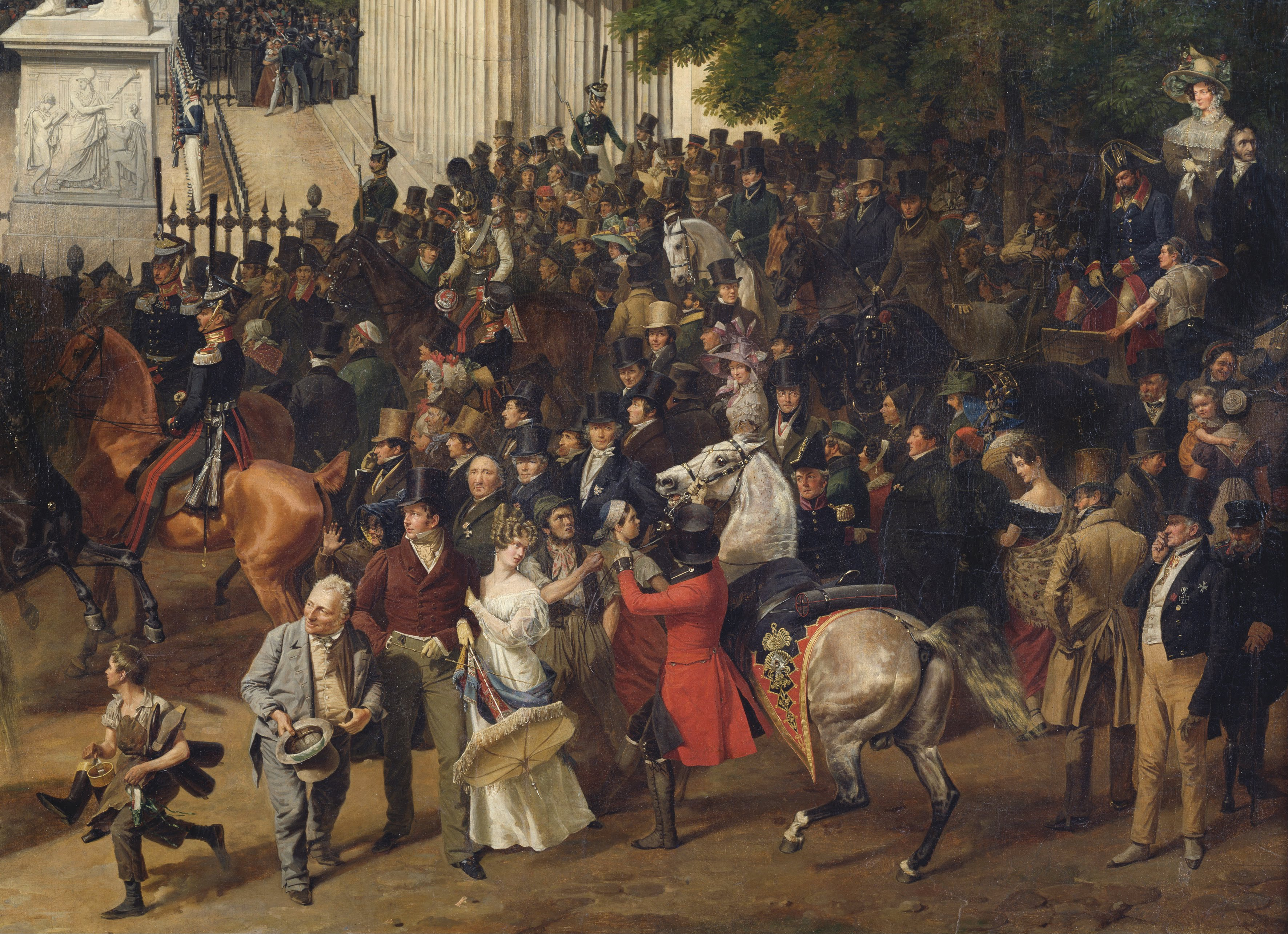
Деталь картины
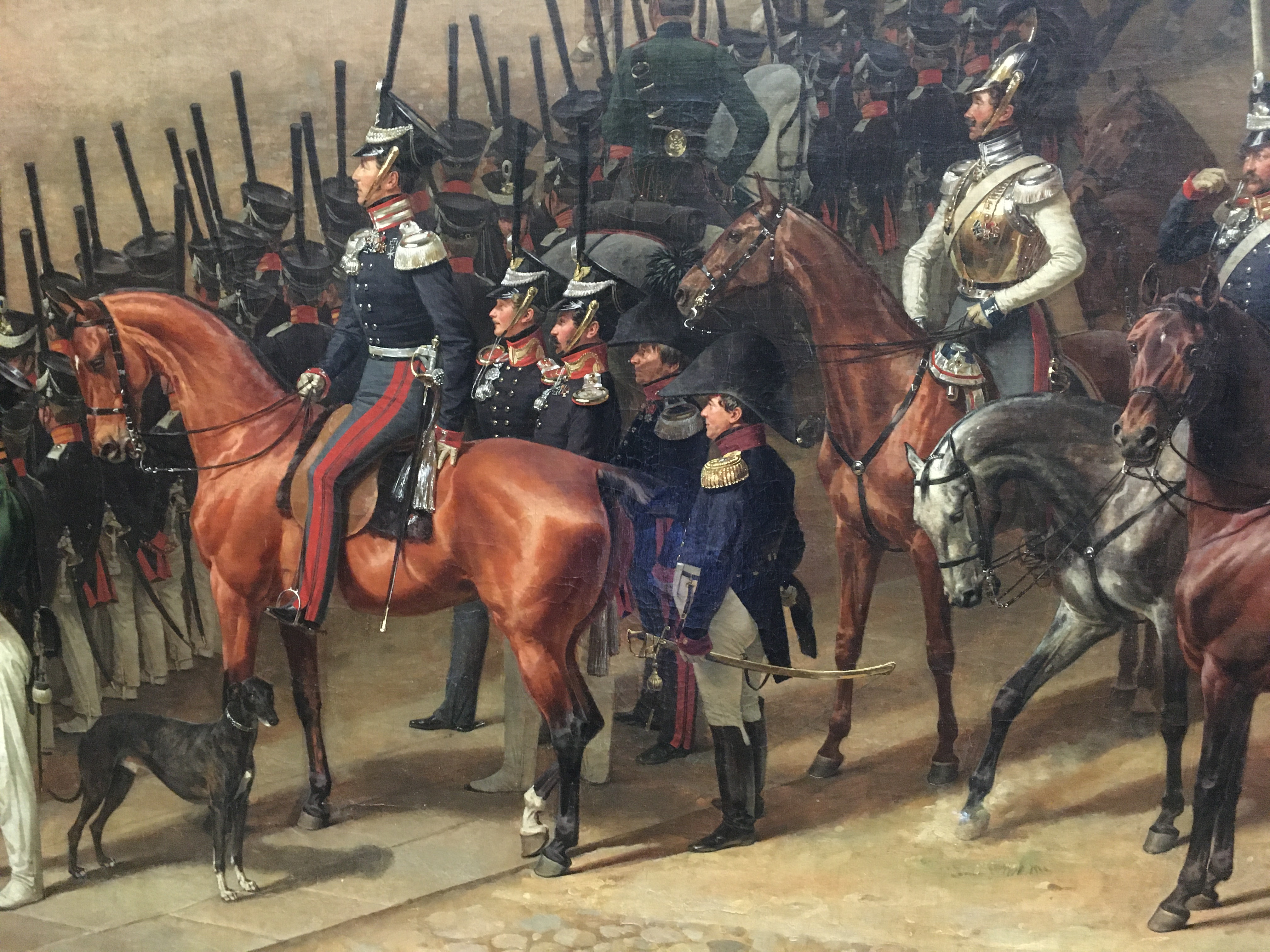
Деталь картины
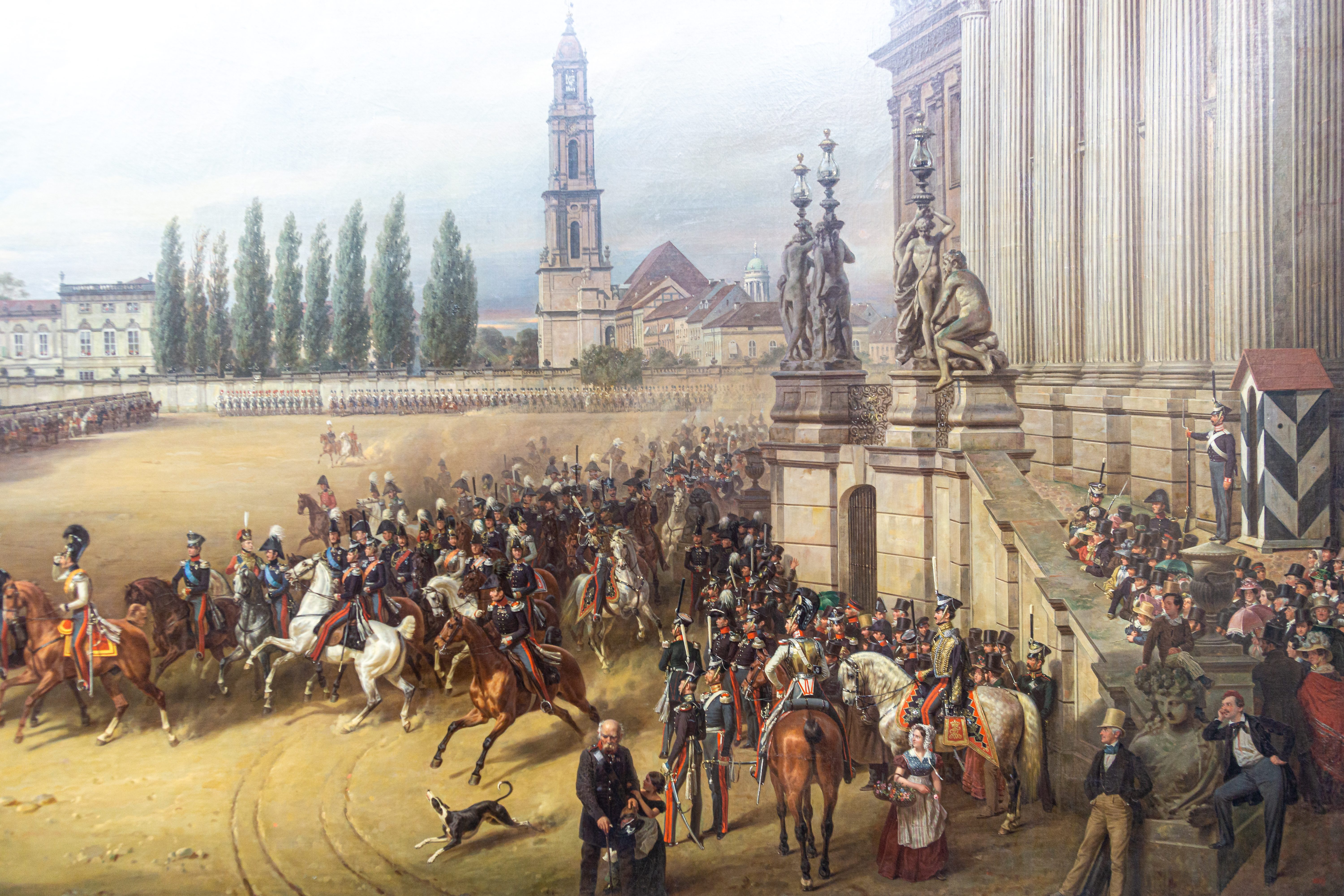
Парад в Потсдаме в 1817 году. Между 1848 и 1849. Холст, масло. Старая национальная галерея, Берлин
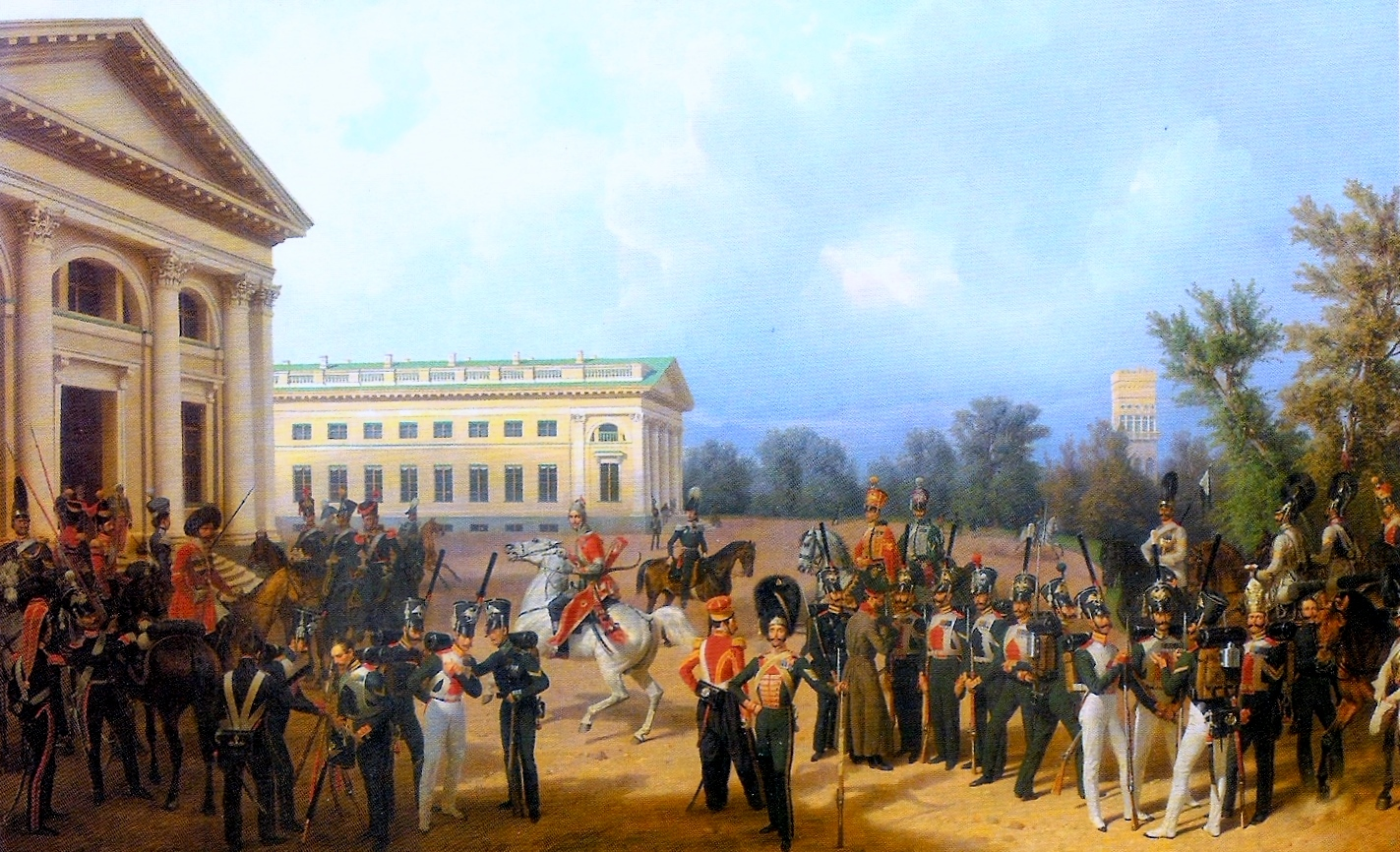
Русская гвардия в Царском Селе в 1832 году. 1841. Холст, масло. Александровский дворец, Царское Село
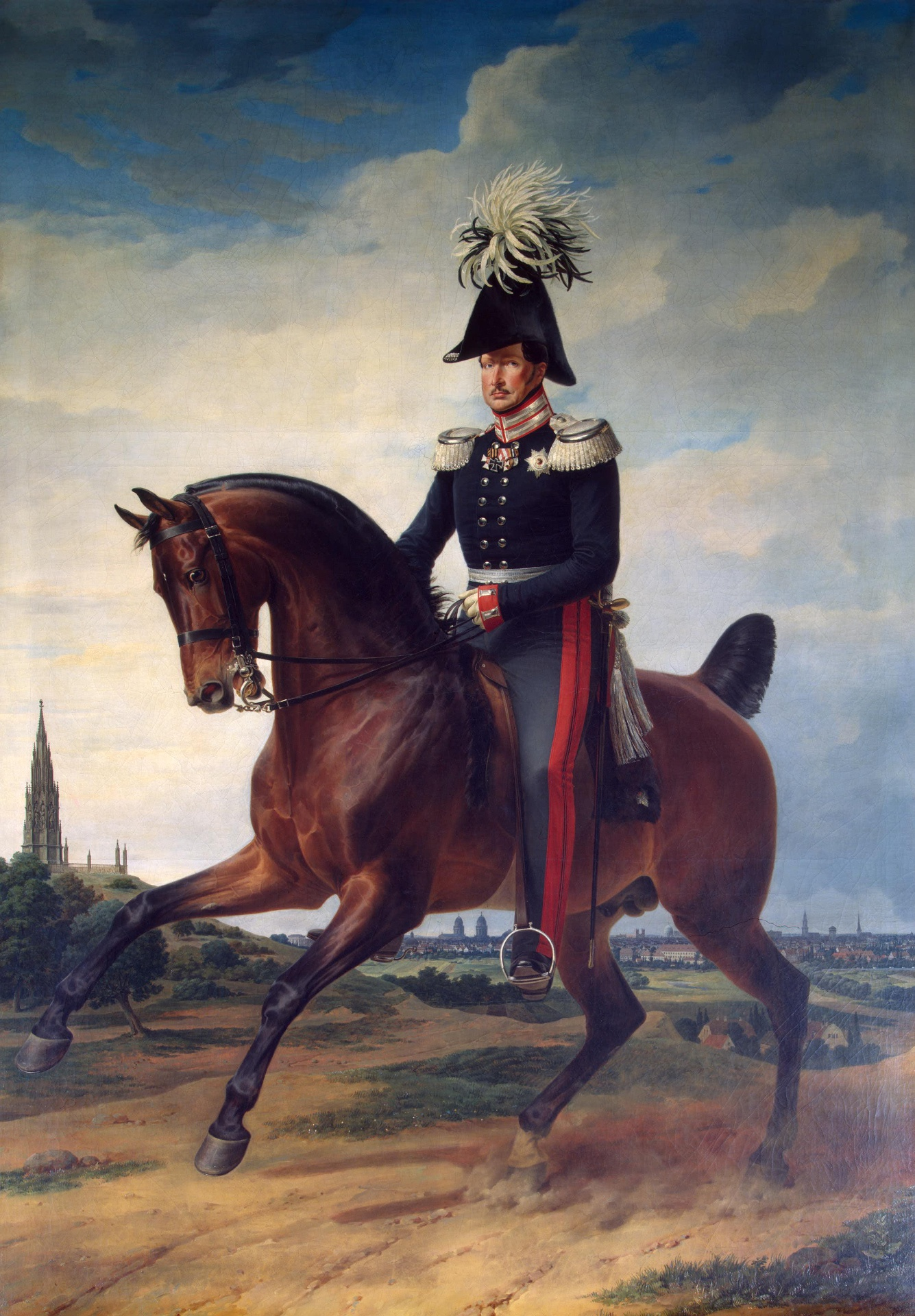
Портрет Фридриха Вильгельма III верхом на коне. 1831. Холст, масло. Государственный Эрмитаж, Санкт-Петербург
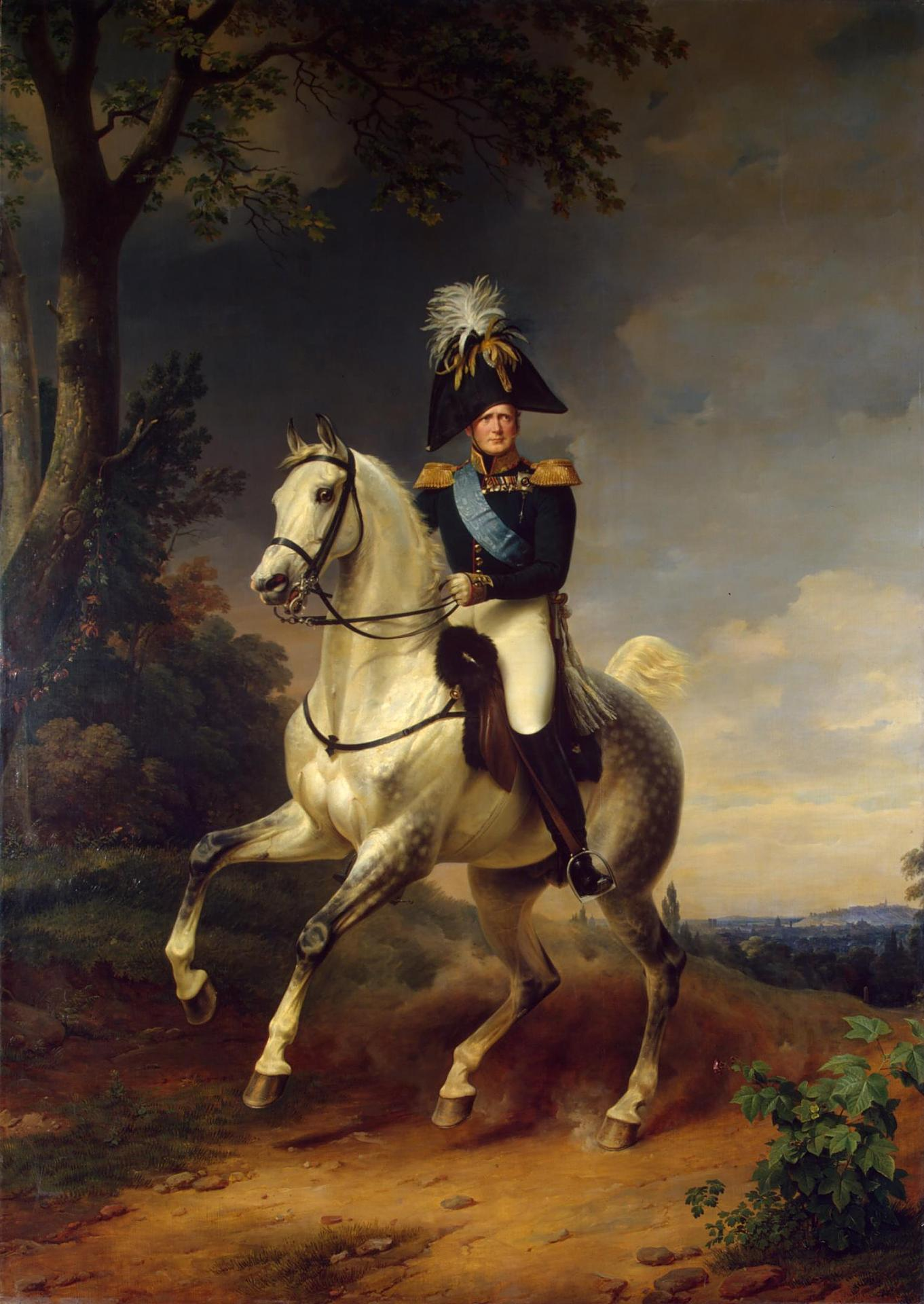
Портрет Александра I верхом на коне. 1837. Холст, масло. Государственный Эрмитаж, Санкт-Петербург
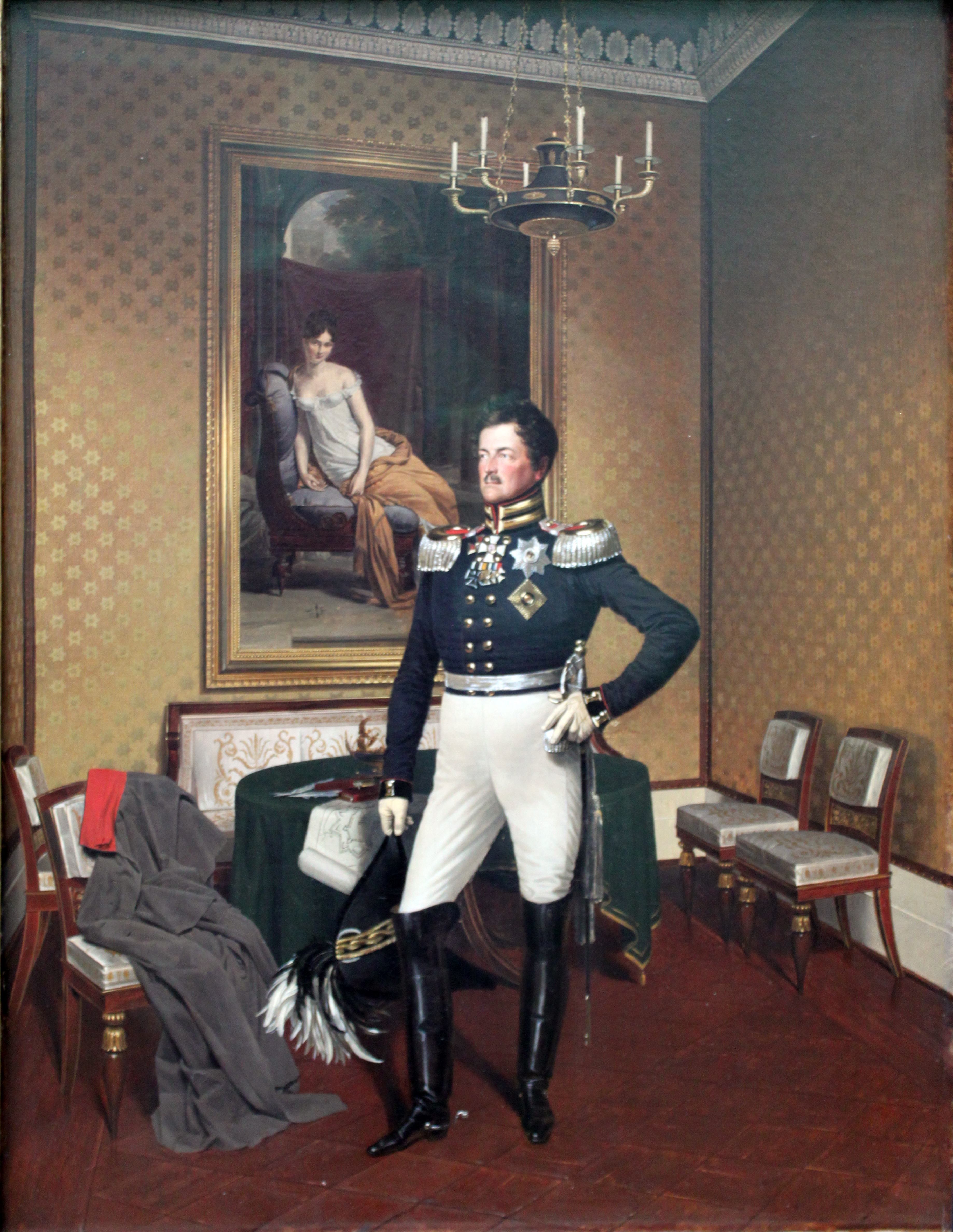
Принц Август Прусский. Ок. 1817. Холст, масло. Старая национальная галерея, Берлин